# Thomas Joseph Thyne
Thomas Joseph Thyne ou T.J. Thyne, est un acteur américain né le 7 mars 1975 à Boston dans le Massachusetts aux États-Unis.
Il est surtout connu pour son rôle d'entomologiste dans la série Bones, le Dr Jack Hodgins (2005-2017).

## Biographie
Thomas Joseph Thyne est né le 7 mars 1975 à Boston, Massachusetts (États-Unis).
Il a deux frères, John et Tone Thyne et trois sœurs, Hazel, Katie and Shelly Thyne.
Il étudie à l'université de Californie du Sud et obtient son diplôme en 1997.
En 2001, il cofonde le théâtre Junkies, offrant des ateliers et un développement professionnel pour les acteurs du Grand Los Angeles.

## Carrière

### Bones(2005-2017)

Logo de la série télévisée Bones.

En 2005, il décroche le rôle qui le révèle au grand public, celui du Dr Jack Hodgins dans la série télévisée policière Bones. C'est un scientifique spécialisé en entomologie.
Le show suit le quotidien d'une experte en anthropologie judiciaire, Temperance Brennan et son équipe de l'institut Jefferson, qui sont appelés à travailler en collaboration avec le FBI dans le cadre d'enquêtes criminelles, lorsque les méthodes classiques d'identification des corps ont échoué.
La série est un succès critique et public. Elle est notamment citée pour deux Primetime Emmy Awards et récompensée lors de cérémonies de remises de prix.
Diffusée aux États-Unis sur la Fox et en France sur M6, la série Bones s'arrête au bout de 12 saisons, en 2017, synonyme d'un important succès d'audience.

## Filmographie

### Cinéma

#### Longs métrages
- 1999 : En direct sur Ed TV (EDtv) de Ron Howard : Un membre de la fraternité
- 1999 : Au bout du désespoir (The Sky Is Falling) de Florrie Laurence : Le jeune homme
- 2000 : Erin Brockovich, seule contre tous (Erin Brockovich) de Steven Soderbergh : David Foil
- 2000 : Le Grinch (Dr. Seuss' How the Grinch Stole Christmas !) de Ron Howard : Stu Lou Chou
- 2000 : Ce que veulent les femmes (What Women Want) de Nancy Meyers : L'homme au café
- 2000 : Preston Tylk de Jon Bokenkamp : Art Casey
- 2000 : The Thundering 8th de Donald Borza II : Un pilote
- 2000 : Love Her Madly de Ray Manzarek : Tills
- 2001 : Ghost World de Terry Zwigoff : Todd
- 2001 : How High de Jesse Dylan : Gérald
- 2001 : Critical Mass de Fred Olen Ray : Karl Wendt
- 2003 : Timecop 2 : La Décision de Berlin (Timecop : The Berlin Decision) de Steve Boyum : Un drogué
- 2003 : Tout peut arriver (Something's Gotta Give) de Nancy Meyers : Un serveur
- 2003 : Exposed de Misti Barnes : Max
- 2004 : Trouve ta voix (Raise Your Voice) de Sean McNamara : Emcee
- 2008 : Attraction (The Human Contract) de Jada Pinkett Smith : Greg
- 2008 : Ball Don't Lie de Brin Hill : Un homme
- 2011 : Shuffle de Kurt Kuenne : Lovell Milo
- 2013 : The Pardon de Tom Anton : Père Richard

#### Courts métrages
- 2004 : Rent-a-Person de Kurt Kuenne : Le photographe
- 2007 : Validation de Kurt Kuenne : Hugh Newman
- 2008 : The Phone Book de Kurt Kuenne : Hugh Newman
- 2019 : Extra Innings de John Gray : Gary

### Télévision

#### Séries télévisées
- 1997 : City Guys : Un étudiant
- 1998 : Papa bricole : Todd
- 1998 : La Vie à cinq : Un homme
- 1998 : Friends : Dr Oberman
- 1998 : Les Frères Wayans : Steve
- 1998 / 2002 : Dharma et Greg : Jerry / Vaughn
- 1999 : Kenan et Kel : L'homme hystérique
- 1999 : Jesse : Seth
- 1999 : Becker : M. Messinger
- 1999 : Good Versus Evil : Todd Charleston
- 1999 : It's Like, You Know... : Un serveur
- 1999 : Rude Awakening : Le livreur de pizza
- 2000 : Demain à la une : Leonard Culver
- 2000 : Walker, Texas Ranger : Wallace Slausen
- 2000 : Les Parker : Un groom
- 2000 : Voilà ! : Jarod
- 2000 : Titus : Brian
- 2001 : That '80s Show : Frank
- 2001 : That's Life : Corey
- 2001 : The Tick : Kevin
- 2002 : Fastlane : Art
- 2002 : MDs : Un technicien
- 2002 / 2004 - 2005 : Ma famille d'abord : Le livreur de pizza / Bodhi
- 2003 : Parents à tout prix : Un serveur
- 2003 : Good Morning, Miami : Trevor
- 2003 : Les Experts : Un témoin dans une fusillade
- 2003 - 2004 : Angel : Un avocat
- 2004 : NCIS : Enquêtes spéciales : Carl Asm
- 2004 : Cold Case : Affaires classées : Kip Crowley 1985
- 2004 : Charmed : Danny
- 2004 : FBI : Portés disparus : Duncan
- 2004 : Jack et Bobby : Todd
- 2004 : Huff : Neil
- 2004 : Boston Justice : Mark Schrum
- 2004 : Nip/Tuck : Un homme
- 2005 : Les Experts : Manhattan : Ron Letham
- 2005 : 24 Heures chrono : Jason Girard
- 2005 : Newport Beach : Larry Bernstein
- 2005 - 2017 : Bones : Dr Jack Hodgins
- 2011 : The Finder : Dr Jack Hodgins
- 2017 : Urban Nightmares : Blaine Messersmith
- 2019 : New York, unité spéciale, épisode  Vous ne pouvez pas embrasser la mariée : Dr Joshua Hensley
- 2020 : Grey's Anatomy : Aaron Morris
- 2020 : Gentefied : Tim
- 2021 : The Rookie : Le Flic de Los Angeles : M. Edwards
- 2021 : American Crime Story : Kirby
- 2022 : The Offer : Gordy Willis
- depuis 2024 : NCIS : Enquêtes spéciales : Fletcher Voss (saisons 21 et 22, 2 épisodes)
- 2024 : Chicago Med : Greg Sanders (saison 9, épisode 10)
- 2025 : High Potential : Barry Donovan (saison 1, épisode 11)

#### Téléfilms
- 1999 : Complot génétique (The Darwin Conspiracy) de Winrich Kolbe : Dean
- 2005 : Getting Played de David Silberg : Le concierge de l'hôtel

### Voix françaises
Thomas Joseph Thyne est doublé par Thierry Kazazian dans la série Bones.
Sébastien Desjours dans les séries Friends et Ma famille d'abord.